# Mr. Lif
Mr. Lif, de son vrai nom Jeffrey Haynes, né le 11 décembre 1977 à Boston dans le Massachusetts, est un rappeur et producteur américain. Lif est également chanteur et membre de Thievery Corporation.

## Biographie
Mr. Lif, né Jeffrey Haynes, a grandi dans le quartier de Brighton à Boston, dans le Massachusetts. Après l'arrêt de ses études à la Noble and Greenough School puis à l'université Colgate, il fait ses premières armes dans la scène hip-hop locale à partir de 1994, et commence à se révéler au grand public à partir de 2000. Haynes adopte le nom de Mr. Lif après avoir ingéré des champignons hallucinogènes pendant un concert des Phish à l'université Colgate en 1994. À ce moment, il invente un personnage du nom de The Liftedly Man qui mènera au surnom de Mr. Lif. Il explique plus tard lors d'un entretien avec Times Colonist : « Je connais aucune chanson des Phish. J'ai été à leur concert, mais je ne sais toujours rien d'eux. »
Inspiré par des rappeurs tels que Chuck D, KRS-One, Rakim et Guru, Mr. Lif se lance dans l'enregistrement de singles à la fin des années 1990, période durant laquelle le gangsta rap dominait la scène hip-hop, bien que les paroles de Mr. Lif étaient plus orientées rap conscient et politique. Mr. Lif publie son premier single, Elektro, en 1998, qui attire l'attention des labels Grand Royal et Definitive Jux. Proche d'El-P, producteur et dirigeant du label Definitive Jux, ce dernier permet à Lif de publier une série de singles et d'EPs à succès, en commençant par Enters the Colossus en 2000. En 2000 et 2001, il remporte les Kahlua Boston Music Awards dans la catégorie « meilleur nouvel artiste/rappeur ». En 2002, Mr. Lif publie son premier album The Emergency Rations, publié le 25 juin 2002, qui le fait collaborer avec Edan et Akrobatik, et qui atteint la 38e place des Billboard Heatseekers et la 28e place des Top Independent Albums. Il suit de l'album I Phantom le 17 septembre 2002,, qui forme une saga qui l'emmène entre la naissance et l'apocalypse.
Il collabore de nouveau avec Akrobatik en 2005, cette fois avec DJ Fakts One pour former The Perceptionists, qui publiera Black Dialogue, également au label Definitive Jux. Un an plus tard, il revient avec Mo' Mega, la suite de I Phantom, en featuring avec El-P, Murs, Aesop Rock, et Blueprint. Mr. Lif collabore aussi avec Otis Grove, Thievery Corporation et Anomie Belle. Son nouvel album I Heard It Today, est publié le 21 avril 2009 au label Bloodbot Tactical Enterprises. En juin 2014, Mr. Lif annonce sur Facebook un album collaboratif avec The Polish Ambassador. En septembre 2014, ils se lancent dans la tournée Permaculture Action Tour avec Ayla Nereo et Liminus. La tournée récolte 40 000 $ de fonds.

## Discographie

### Albums studio
- 2002 : I Phantom
- 2006 : Mo' Mega
- 2009 : I Heard It Today
- 2016 : Don't Look Down[12]

### EPs
- 2000 : Enters the Colossus
- 2002 : Emergency Rations

### Compilations
- 2003 : Sleepyheads: Unreleased and Hard to Find
- 2007 : Sleepyheads II (Classic Combos)
- 2008 : Sleepyheads III